# Обухов, Василий Лаврентьевич
Василий Лаврентьевич Обухов (ум. ок.1722) — русский государственный и военный деятель, стольник, полковник, воевода. Сын Лаврентия Авдеевича Обухова, брат Алексея Лаврентьевича Обухова.
Родился между 1655 и 1658 гг. Сотник московских стрельцов (1675). В 1680 г. — в Путивле в полку Василия Голицына. Стольник, за Троицкий поход 1683 и мир с Польшей пожалован придачей к окладу (6 мая 1687). в 1689 г. — в Белгороде в полку Б. П. Шереметьева.
Воевода Переславля-Залесского в 1688—1690. Полковник (1691). Воевода Обояни с 30 сентября 1691 по 1693. Послан в Рыльск для переписи недорослей (14 ноября 1696).
Стольник в начальных людях (1703). В 1706—1715 комендант Козельска.
Василий Обухов был владельцем обширных вотчин в Подмосковье и в Мещовском уезде.

## Дети
Сыновья: Иван, Василий, Сергей.